# Pieter Wattez
Petrus Hermannus (Pieter) Wattez (Naarden, 1871- Delden, 1953) was een Nederlandse tuinarchitect.

## Leven en werk
Wattez was een zoon van Dirk Wattez (1833-1906) en Francisca Constantia Cornelia Tijdeman. Zijn vader ontwierp als tuinarchitect onder meer het Volkspark in Enschede. Na de lagere school ging Wattez, net als zijn broer Contstant, in de leer bij zijn vader. Hij vervolgde zijn opleiding aan de tuinbouwschool op Wilhelmshöhe bij Kassel. Ook maakte hij reizen naar de Verenigde Staten, Afrika en West-Indië.
Wattez werkte vooral in Twente. Zijn eerste opdracht was een ontwerp voor Het Wakkengoor in het Duitse Gronau, hij was toen twintig jaar. Hij trad in 1910 in het huwelijk met Cato Ekker.
Pieter Wattez werd 82 jaar, hij overleed in zijn woonplaats Delden.

## Ontwerpen

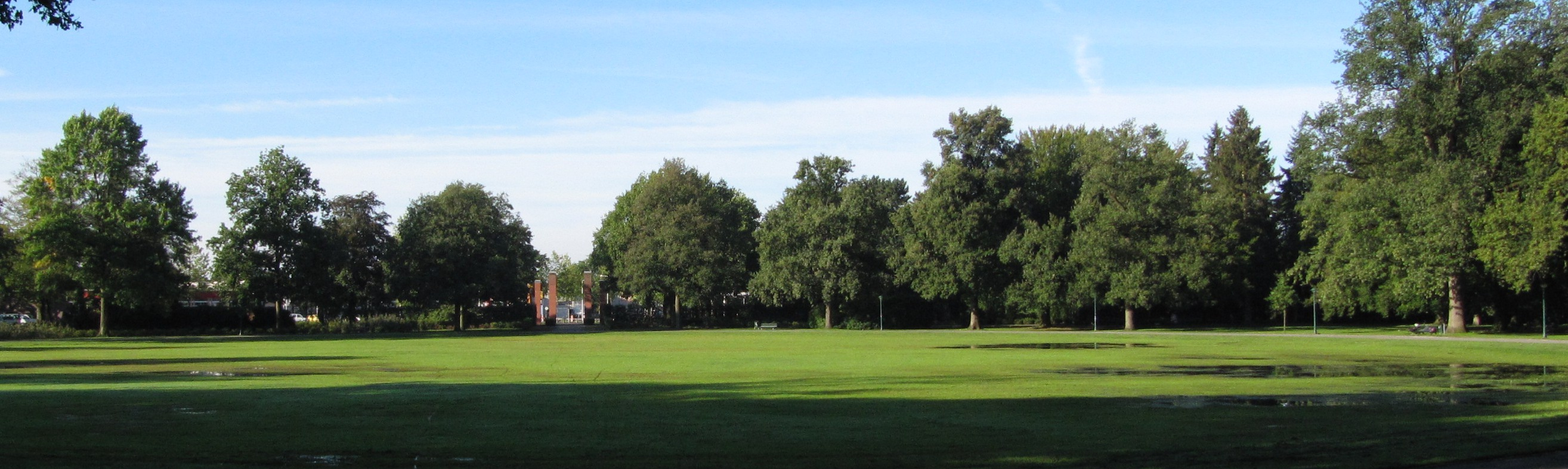
G J van Heekpark

- G.J. van Heekpark (1917) in Enschede, schenking van Gerrit Jan van Heek
- het tuindorp te Hengelo
- het park van 'Het Witte Huis' te Maarn
- het park van 'De Ruytenberg' te Doorn
- het park van 'De Hooge Boekel' te Enschede
- de tuin- en parkaanleg op 'Landgoed Hoevelaken' te Hoevelaken
- de tuin- en boparkaanleg van buitenplaats landgoed 'Het Oosterveld' te Deurningen

- Gemeinsame Normdatei: 1089132832
- Virtual International Authority File: 248145858102623021971
- WorldCat: E39PBJpj9PfvGMjcjyJQvhRkDq